# Alone (Anders Jormin-album)
Alone från 1991 är ett soloalbum med den svenske basisten Anders Jormin.

## Låtlista
1. Alfonsina (Ariel Ramirez/Félix Luna) – 6:04
2. Sommarnatt (Mogens Schrader/Gösta Stevens) – 2:55
3. Jungfrun under lind (Wilhelm Peterson-Berger) – 4:42
4. Ute blåser sommarvind (Alice Tegnér/Samuel Johan Hedborn) – 4:43
5. El Mayor (Silvio Rodriguez) – 5:17
6. Hannele (Anders Jormin) – 2:09
7. Rabo de nube (Silvio Rodriguez) – 3:52
8. Ricercare (Anders Jormin) – 4:28
9. Oleo de mujer con sombrero (Silvio Rodriguez) – 2:29
10. Pasado en re (Anders Jormin) – 2:07

## Medverkande
- Anders Jormin – bas